# جي ووكر
جي ووكر (بالإنجليزية: Gee Walker)‏ هو لاعب كرة قاعدة أمريكي، ولد في 19 مارس 1908 في غولفبورت في الولايات المتحدة، وتوفي في 20 مارس 1981 في جاكسون في الولايات المتحدة.

## وصلات خارجية
- جي ووكر على موقعبيزبول رفرنس.كوم (الدوري الرئيسي) (الإنجليزية)
- جي ووكر على موقعبيزبول رفرنس.كوم (الدوري الثانوي) (الإنجليزية)
- جي ووكر على موقع جمعية أبحاث البيسبول الأمريكية (الإنجليزية)